# Tomás García Alía
Tomás García Alía es un diseñador y promotor de la artesanía española, referente en el ámbito de la arquitectura de interiores y el diseño español de las últimas décadas, reconocido internacionalmente.

## Biografía
Nació en 1964 en Lagartera, es hijo de Pepita Alía, bordadora y difusora de las labores artesanas de esta localidad toledana. Tomás creció en un ambiente donde la artesanía estaba constantemente presente, lo que le permitió aprender a “apreciar lo singular, la belleza, lo diferente”, según sus propias palabras.
Estudio diseño de interiores por la Escuela de Artes Decorativas de Madrid. En 1999, proyectó el interiorismo de Larios Café, que le valió el Premio Nacional de Arquitectura de Interiores. Ha realizado proyectos de gran envergadura que le han permitido acceder la mercado internacional. Ha diseñado los interiores del estadio Doha que albergó el mundial de fútbol de 2022 y decoró en el mismo país el palacio del exemir Hamad bin Jalifa Al Thani. En 2019, participó como jurado en el programa de televisión Masters de la reforma.
Su otra gran faceta es la de promotor y difusor de la artesanía española. Por esta labor en 2017, fue nombrado primer embajador de la cerámica de Talavera de la Reina por el Ayuntamiento de esta localidad, por su defensa de las técnicas tradicionales artesanas, para abanderar la cerámica de Talavera y colaborar en conseguir su declaración como patrimonio cultural inmaterial de la Humanidad por la Unesco.
Igualmente es representante en España de la Fundación Michelangelo de fomento de la artesanía en Europa y que fortalece la conexión con el mundo del diseño, realizando acciones de promoción de la excelencia artesana. Es también uno de los fundadores de la Asociación Contemporánea de Artes y Oficios, una plataforma de organización de congresos y exposiciones sobre el diseño y la artesanía española, con la finalidad de velar por la supervivencia futura de la artesanía y los productos artesanales en España e intentar establecer un diálogo entre la sociedad, la artesanía y el diseño, con el apoyo de instituciones tanto públicas como privadas, para preservar ese patrimonio cultural.

## Galardones
- Premio Nacional de Arquitectura de Interiores (2000).
- Medalla al Mérito Artesano de Castilla-La Mancha (2021).[2]
- Medalla de Oro al Mérito en las Bellas Artes del Gobierno de España (2022).[3]